# Daniel Björnquist
Daniel Lars Tommy Björnquist, talvolta indicato come Björnqvist o Björnkvist (8 gennaio 1989), è un calciatore svedese, difensore dell'Örebro Söder.

## Carriera
Ha svolto le giovanili nello Sköllersta, una squadra minore con sede nell'omonimo centro abitato situato a pochi chilometri dalla città di Örebro. Qui ha debuttato anche in prima squadra in Division 4.
Per tre anni, dal 2009 al 2011, ha fatto parte dell'Örebro SK Ungdom, formazione che sviluppava alcuni giovani prospetti della zona nell'ottica di farli diventare futuribili per la prima squadra dell'Örebro SK.
Nel 2012, all'età di 23 anni, è rimasto in città firmando però con il Forward, che disputava il campionato di Division 1 Norra.
Un anno e mezzo più tardi si è unito all'Örebro SK, che si stava avviando alla promozione dal campionato di Superettan a quello di Allsvenskan. Gioca prevalentemente da terzino sinistro, ruolo fin lì occupato da Samuel Wowoah. Nella stagione seguente, la prima nella massima serie svedese, ha trovato ampio spazio essendo stato schierato titolare in tutte e 29 le partite da lui giocate (su un totale di 30). In occasione di quest'annata è stato spostato stabilmente sulla fascia destra, posizione che poi ha continuato a mantenere. Ha lasciato la squadra al termine del campionato 2016, non avendo ricevuto un rinnovo contrattuale.
Nel gennaio 2017 è andato a rinforzare il pacchetto difensivo dell'AFC Eskilstuna, squadra che si apprestava a disputare il primo campionato di Allsvenskan della propria storia, culminato però con la retrocessione.
In vista della stagione 2018 è tornato all'Örebro rimanendo dunque a giocare in Allsvenskan. Nel campionato 2020 ha disputato solo tre partite a causa di problemi fisici. Al termine dell'Allsvenskan 2021 i bianconeri sono anch'essi retrocessi nella seconda serie nazionale, tuttavia Björnquist ha continuato a giocare nel club fino al termine della Superettan 2023, quando ha lasciato la squadra per fine contratto.